# Vuelo 348 de Kolavia
El vuelo 348 de Kolavia fue un vuelo regular de pasajeros desde el aeropuerto Internacional de Surgut, al aeropuerto internacional Domodedovo, Moscú, Rusia. El sábado 1 de enero de 2011 el avión que operaba el vuelo comenzó a arder mientras rodaba para efectuar el despegue desde Surgut. Tres personas murieron, y 43 resultaron heridas, cuatro de ellas de gravedad. El avión quedó destruido en el incendio.

## Aeronave

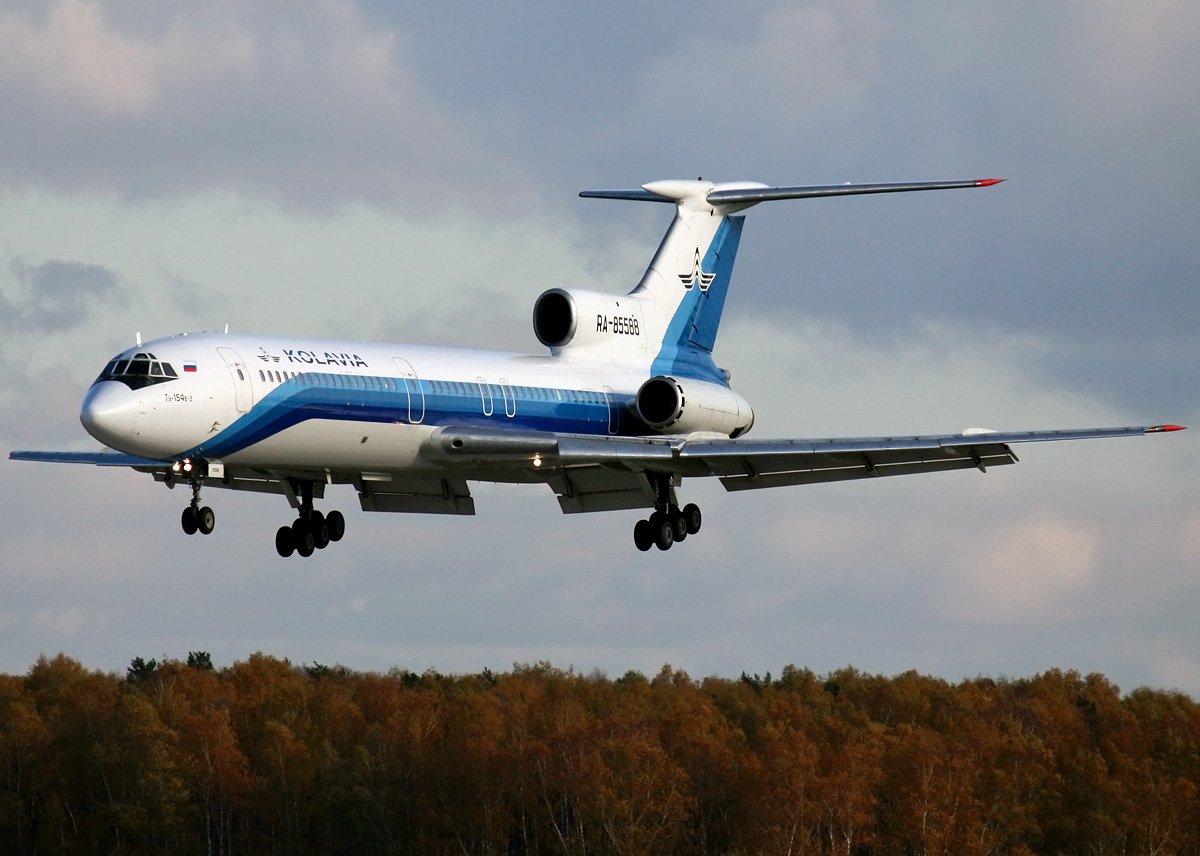
La aeronave meses antes del accidente

El avión implicado fue un Tupolev Tu-154B-2, registro RA-85588, con número de serie 588. Voló por primera vez en 1983. Entró en servicio con Aeroflot registrado como CCCP-85588 y recibió el nuevo registro RA-85588 en junio de 1993. Sirvió posteriormente para Mavial Magadan Airlines entre octubre de 1994 y agosto de 1999, momento en que comenzó a operar con Vladivostok Air. Kolavia adquirió el avión en abril de 2007.

## Accidente
El avión operaba en el vuelo 348 desde el aeropuerto de Surgut al aeropuerto de Domodedovo. Mientras la aeronave retrocedía y arrancaba los motores, se desarrolló un incendio en la sección central del fuselaje, que se extendió rápidamente dentro de la cabina de pasajeros. Los motores y la APU se apagaron de inmediato y se desplegaron los toboganes de emergencia para una evacuación de emergencia. En cuatro minutos, los camiones de bomberos llegaron al aparato y comenzaron a apagar las llamas con espuma, pero se vieron obstaculizados por la presencia de sobrevivientes cerca de la aeronave. A las 10:20, la aeronave estaba completamente en llamas, con fugas de combustible de aviación y las llamas se extendieron por la plataforma. El fuego se controló alrededor de las 10:40; para entonces, solo la sección de la cola y la parte exterior de las alas habían quedado en buen estado.
Tres pasajeros murieron y unos 32 resultaron gravemente heridos. El avión fue destruido por un incendio.
Los informes iniciales indican que el avión había sido remolcado hasta la calle de rodaje principal para el arranque del motor. Se produjo un cortocircuito mientras los generadores de CA estaban conectados al sistema eléctrico de la aeronave después de la puesta en marcha de los motores. Un fuego estalló en la parte trasera, extendiéndose rápidamente por la cabina principal. La tripulación apagó los motores e inició una evacuación.

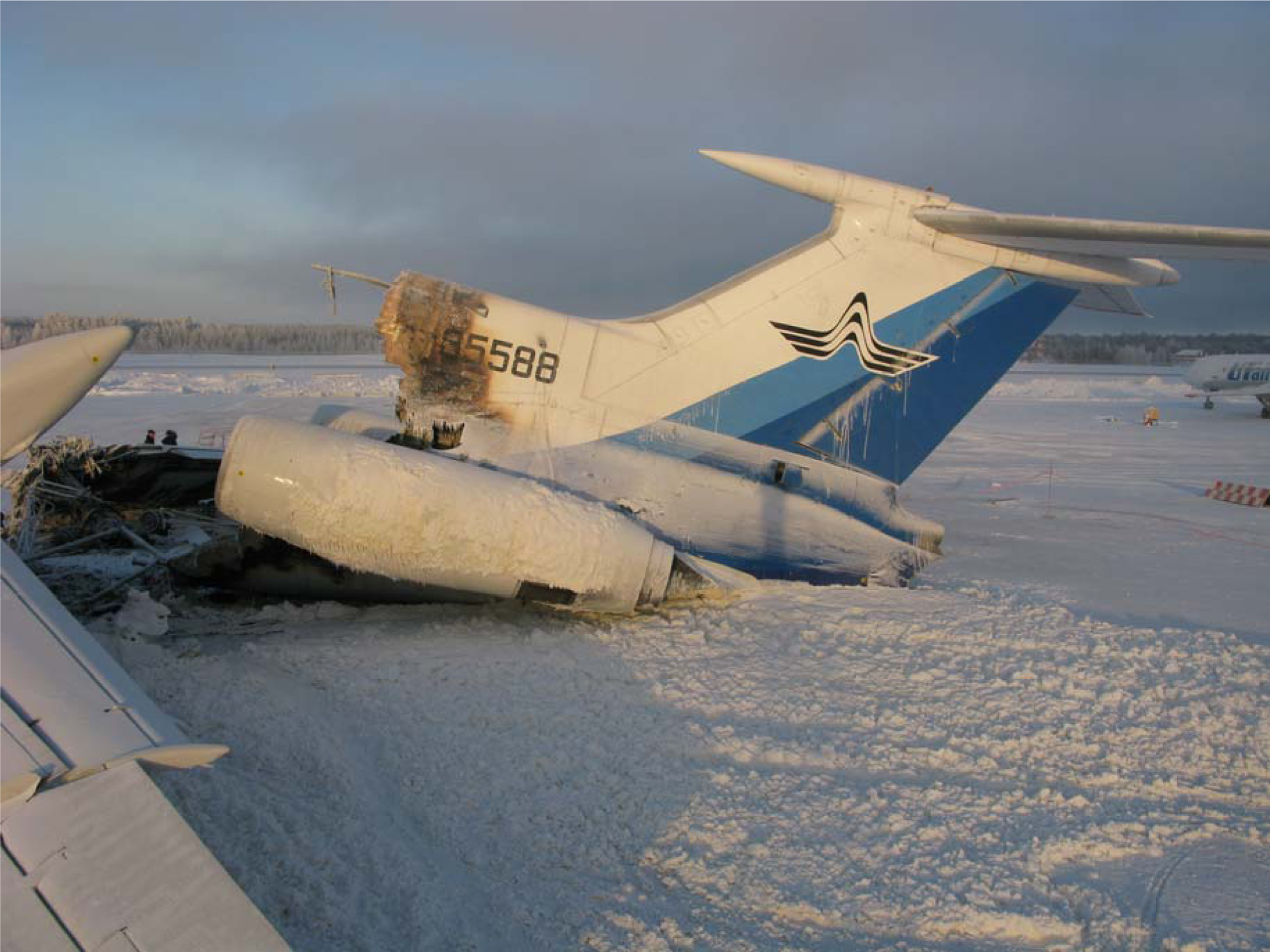
La sección de la cola

El Comité Interestatal de Aviación informó que los motores 1, 2 y 3 y la APU no fueron la fuente del incendio. El fuego se inició en la parte trasera de la aeronave en la zona de los bastidores 62-65.

## Investigación
El Comité Interestatal de Aviación (MAK) de Rusia abrió una investigación del accidente. Se abrió así mismo una investigación criminal por separado para investigar las alegaciones de fallos en el transporte y de las normas de seguridad ante el fuego. Las cajas negras fueron rescatadas de entre los restos del avión. El Ministerio de Situaciones de Emergencia de Rusia notificó que las investigaciones iniciales apuntaban a un corto circuito eléctrico como la causa más probable del fuego, que se inició en la zona central del fuselaje, por delante de los motores de la aeronave, montados en la sección de cola de este aparato. El fuego se inició entre las filas 65 y 68. En un informe publicado el 4 de enero, el MAK marcó a los motores o la APU como la causa del incendio.

## Informe final
La investigación reportó 9 meses después del accidente que como causas probables del incendio fue un arco eléctrico producido por corrientes eléctricas que excedieron de diez a veinte veces las cargas nominales cuando dos generadores no sincronizados entre sí se pusieron en línea pero se conectaron entre sí en lugar de estar conectados a buses paralelos.
El funcionamiento no sincronizado de los generadores se puede atribuir a:
- Mal estado técnico de los contactos TKS233DOD responsables de la conexión de los generadores con los buses eléctricos, que resultaron dañados por un funcionamiento prolongado sin mantenimiento. Se soldó un contacto normalmente abierto y se movió material aislante fracturado entre contactos que normalmente están cerrados. Estas posiciones de contacto anormales llevaron a la conexión entre los generadores n. ° 2 y n. ° 3.
- Diferencias en los diagramas esquemáticos del generador 2 y los generadores 1 y 3. Cuando el interruptor se mueve de "verificar" a "habilitar" sin demora en la posición "neutral", el generador 2 se pone en línea sin demora de tiempo, lo que conduce a un mayor desgaste de contactos normalmente cerrados en la unidad TKS233DOD.
- El diseño específico de los sistemas eléctricos para garantizar el suministro de energía a cada bus desde la APU o el generador de impulsión integrado del motor.